# Auguste Grimault
Auguste François Louis Grimault CSSp (ur. 31 marca 1883 w La Selle-Craonnaise, zm. 18 czerwca 1980 w Langonnet) – francuski duchowny rzymskokatolicki, duchacz, misjonarz, wikariusz apostolski Senegambii i Dakaru oraz administrator apostolski prefektury apostolskiej Senegalu i Saint-Louis du Sénégal.

## Biografia

### Młodość i prezbiteriat
Szkołę średnią ukończył w Mayenne, następnie wstąpił do Wyższego Seminarium Duchownego w Laval. W czasie studiów przeniósł się do seminarium duchaczy. 1 października 1902 złożył śluby w Zgromadzeniu Ducha Świętego pod opieką Niepokalanego Serca Maryi Panny. 5 listopada 1905 przyjął święcenia prezbiteriatu i został kapłanem swojego zgromadzenia.
W 1906 wyjechał na misje do Senegambii. Pracował jako wikariusz w Ziguinchorze, a następnie w Dakarze. W 1913 został przeniesiony na Martynikę, gdzie w latach 1916-1924 był superiorem generalnym duchaczy na wyspie. W 1924 powrócił do Francji, gdzie pracował we władzach zgromadzenia.

### Episkopat
24 stycznia 1927 papież Pius XI mianował go wikariuszem apostolskim Senegambii oraz biskupem tytularnym maximianopolitańskim. 25 marca 1927 w sanktuarium św. Teresy z Lisieux w Paryżu przyjął sakrę biskupią z rąk swojego poprzednika, przełożonego generalnego duchaczy bpa Louisa Le Hunseca CSSp. Współkonsekratorami byli biskup pomocniczy archidiecezji paryskiej Eugène Jacques Philippe Crépin oraz wikariusz apostolski Loango Henri Friteau CSSp.
Podczas swojego pontyfikatu budował kościoły oraz dbał o utrzymanie szkół. Jednocześnie był administratorem apostolskim prefektury apostolskiej Senegalu. 27 stycznia 1936 uległy zmianie nazwy podległych mu jednostek i tym samym jego tytuły na wikariusz apostolski Dakaru oraz administrator apostolski prefektury apostolskiej Saint-Louis du Sénégal.
12 grudnia 1946 złożył dymisję z obu stanowisk. Na emeryturze przez 3 lata mieszkał w Misserghin, w Algierii, następnie na Martynice. W 1955 powrócił do Francji i do śmierci mieszkał w opactwie w Langonnet. Nie brał udziału w soborze watykańskim II.